# Courrier irradié
Le courrier irradié est du courrier qui a été délibérément exposé aux  radiations, dans un effort de désinfection. La pratique la plus remarquée de cette irradiation se déroula en réponse à l'épisode des enveloppes contaminées au bacille du charbon ; le niveau de radiation choisi pour tuer les spores d'anthrax était si élevé qu'il changea souvent l'apparence physique du courrier, dans certains cas de manière spectaculaire.
Les services postaux aux États-Unis commencèrent l'irradiation du courrier en novembre 2001, en réponse à la découverte de contamination à grande échelle de plusieurs de ses installations de traitement de courrier qui étaient envoyés durant les attaques.
Une installation à Bridgeport utilisa un accélérateur linéaire de la Titan Corporation pour irradier le courrier. Peu d'installations ont prévu d'utiliser les sources de cobalt 60, bien qu'il ne soit pas clair de savoir si cela a déjà été fait ou pas.  

## Effets sur le courrier
Les services postaux américains ont averti qu'un certain nombre de produits pouvaient être abîmés, tels que graines, film photographique, échantillons biologiques, nourriture, médicament, et équipements électroniques. En addition, certains papiers et plastiques réagissent mal, d'après des observations, aux radiations; le papier peut se griser et se fragiliser, et certains plastiques peuvent faire des bulles ou fondre.
Les effets des radiations sur le papier ont causé des alarmes dans le monde de la philatélie, qui envoie de grandes quantités de timbres postaux rares par courrier. Certaines auction houses arrêtèrent d'envoyer le matériel par courrier, et Linn's Stamp News diffusa régulièrement des rapports sur des timbres et enveloppes qui ont été ruinés par irradiation.
Bien qu'à un moment, les services postaux américains ont envisagé d'irradier tout le courrier, ils se sont limités à ne traiter que le courrier gouvernemental.